# Melanargia citrina
Melanargia citrina är en fjärilsart som beskrevs av Krulikovski 1907. Melanargia citrina ingår i släktet Melanargia och familjen praktfjärilar. Inga underarter finns listade i Catalogue of Life.